# Kurt Willvonseder
Kurt Willvonseder (Salzburg, 1903. március 10. – Salzburg, 1968. november 3.) osztrák régész, a Salzburgi Múzeum vezetője.

## Élete
Franz Willvonseder gyógyszerész és Helene Markowitz fia. 1922-ben érettségizett a salzburgi gimnáziumban. A Bécsi Egyetemen germán filológiát és régészetet, majd 1925-től a Stockholmi Egyetemen skandinavisztikát tanult. 1926-ban visszatért Bécsbe és Oswald Menghin alatt doktorált 1929-ben. 1930-1937 között a Bécsi Egyetem Őskori Intézetében asszisztensként dolgozott. 1937-ben habilitált és privátdocens lett. 1937-1939 között a Műemlékvédelmi Hivatal tudományos asszisztense, melynek már 1934 óta munkatársa volt.
Az Anschluss után az SS tagja lett, ahol 1941-ben előléptették. 1939-ben lépett be az Nemzetiszocialista Német Munkáspártba és márciustól a Forschungsgemeinschaft Deutsches Ahnenerbe (Őskutató Intézet) munkatársa lett. Ennek keretén belül katalogizálta a szlovákiai és szerbiai ásatások leleteit. A guseni ásatásokhoz koncentrációs tábori foglyok segítségét is igénybe vette. 1939 őszétől a bécsi Műemlékvédelmi Intézet őskori tanszékének vezetője lett. 1940-ben rövid ideig az Innsbrucki Egyetem professzora volt. 1941 januárjától Alsó-Duna és Bécs gau régészeti felügyelője volt. 1943 januárjától a Bécsi Egyetem professzora lett. Besorozták a Wehrmachtba, de nem kellett szolgálatot teljesítenie.
A második világháború után politikailag kompromittálva lévén, eltiltották az oktatástól. 1954-ben többszöri kérvényére elnöki kegyelmet kapott és a Salzburgi Múzeum igazgatója lett, amit a háború pusztítása után csak 1967-ben sikerült újra megnyitni. 1964-től oktatott a Salzburgi Egyetemen, majd 1966-ban habilitált és 1967-ig professzorként dolgozott. 1965-ben az UNESCO Nemzetközi Múzeumi Tanácsának tagja lett.
Felesége 1934-től Paula Duschner volt.

## Művei
- 1929 Der Unterberg und seine Sagen. Ein Beitrag zur Salzburger Heimatkunde 1-2. Wien
- 1933 Oberösterreich in der Urzeit. Wien
- 1933 Zwerndorf an der March. Ein neuer ur- und frühgeschichtlicher Fundort in Niederösterreich. In: Mitteilungen der Anthropologischen Gesellschaft in Wien, 63, 17–27.
- 1934 Zur ur- und frühgeschichtlichen Besiedlung der Großen Schütt. Sudeta X. (tsz. Barta, F. J.)
- 1937 Die mittlere Bronzezeit in Österreich. Wien – Leipzig
- 1939 Urgeschichte des Kreises Wels im Gau Oberdonau mit einem Anhang: Urgeschichtliche Funde aus anderen Gebieten im Städtischen Museum Wels. Ahnenerbe-Stiftung-Verlag, Berlin
- 1950 Beiträge zur Vorgeschichte des westlichen Pustertals. Innsbruck
- 1953 Felix Milleker (1858–1942) und sein literarisches Schaffen, Donauschwäbische Verlagsgesellschaft. Salzburg
- 1960 Keltische Kunst in Salzburg. Salzburg
- Martin Hell und die ur- und frühgeschichtliche Forschung in Salzburg. In: Mitteilungen der Gesellschaft für Salzburger Landeskunde 101, 91–112.
- 1964 Herman Kruyder 1881–1935. Gemälde, Aquarelle, Zeichnungen. Salzburg
- 1968 Die jungsteinzeitlichen und bronzezeitlichen Pfahlbauten des Attersees in Oberösterreich. Mit einem Vorwort von Richard Pittioni. Graz–Wien–Köln